# Bertrand Delanoë
Pour les articles homonymes, voir Delanoë.
Bertrand Delanoë, né le 30 mai 1950 à Tunis, en Tunisie (alors sous protectorat français), est un homme politique français.
Membre du Parti socialiste (PS), il est conseiller de Paris de 1977 à 2014, député de 1981 à 1986, sénateur de 1995 à 2001, puis maire de Paris de 2001 à 2014.

## Biographie

### Origines familiales, enfance et vie privée
Bertrand Delanoë est pied-noir. Il naît le 30 mai 1950 à Tunis, en Tunisie (alors sous protectorat français), d'un père géomètre athée et d'une mère infirmière catholique.
Ses arrière-grands-parents paternels quittent le pays de Saint-Malo, d'où ils sont originaires, pour s'installer à Saint-Pierre-et-Miquelon, où son grand-père paternel, Auguste, naît et passe son enfance. Puis, la famille revient s'installer dans la région de Saint-Malo et Auguste part alors en Tunisie pour devenir capitaine du port de La Goulette. Il y épouse Anita, une Italienne. La mère de Bertrand Delanoë est, elle, d'origine périgourdine par son père et britannique par sa mère. Son père, Auguste Delanoë, et sa mère, Yvonne Delord, sont tous deux nés à Carthage.
Bertrand Delanoë grandit à Bizerte en Tunisie. Il est présent, à l'âge de onze ans, lors de la crise de Bizerte.
À l'âge de treize ans, ses parents divorcent au moment de la fermeture de la base de Bizerte. Sa mère vient s'installer à Rodez (Aveyron) avec son fils. Bertrand Delanoë y fait ses études secondaires à l'Institution Sainte-Marie. Il part ensuite pour Toulouse pour y faire des études en droit.
Diplômé de sciences économiques de l'université de Toulouse, il rejoint le groupe Robert & Partners de Daniel Robert en 1986, puis établit sa société de relations publiques Vecteurs 7.
Le 22 novembre 1998, dans l'émission Zone interdite de la chaîne M6, il fait son coming out, devenant ainsi l'une des rares personnalités politiques à parler de son homosexualité,.

### Parcours politique

#### Avant la mairie de Paris
Il adhère au Parti socialiste (PS) en 1971. Il fait ses premiers pas en politique à l'âge de 23 ans, à Rodez, en tant que secrétaire de la fédération socialiste de l'Aveyron. Il est remarqué pour ses talents d'orateur par François Mitterrand, alors Premier secrétaire du PS, qui le fait monter à Paris au début des années 1970.
Aux élections municipales de 1977, il est élu au Conseil de Paris en compagnie de Lionel Jospin, Claude Estier et Daniel Vaillant, sur la liste de gauche emmenée par le député communiste Louis Baillot. Aux élections municipales de 1983 et de 1989, il est candidat sur la liste du 18e arrondissement de Paris conduite cette fois par Lionel Jospin, toujours aux côtés de Claude Estier et Daniel Vaillant ; mais la « bande du 18e » est battue, en 1983 comme en 1989, par le RPR Alain Juppé (la droite réalisant d'ailleurs le « grand chelem » sur la capitale à chacun de ces deux scrutins). Les membres de ce groupe trouvent plus tard leur apogée : en 2001, Bertrand Delanoë devient maire de Paris, Lionel Jospin est Premier ministre, Daniel Vaillant ministre de l'Intérieur et Claude Estier président du groupe socialiste au Sénat.
Il est élu député (PS) de Paris en 1981 dans la circonscription de Montmartre (18e arrondissement de Paris), emportant le scrutin avec 53,6 % des voix contre son adversaire politique et néanmoins ami Joël Le Tac, compagnon de la Libération, sortant et réélu sans discontinuité depuis la première législature de la Cinquième République. Il devient alors porte-parole du PS, soit numéro trois national.
À l'occasion des élections législatives de 1986 qui ont lieu à la proportionnelle départementale, il tente de quitter Paris pour s'implanter électoralement à Avignon, mais son parachutage est refusé par les militants locaux. Il s'investit alors davantage dans ses activités professionnelles de conseil en communication, tout en conservant sa place au Conseil de Paris.
En 1988, il est candidat aux élections législatives dans la 18e circonscription de Paris. Il est alors battu par le candidat RPR Alain Juppé, conseiller du 18e arrondissement, adjoint au maire de Paris et ancien ministre du Budget (1986-1988).
En 1993, il succède à Georges Sarre (démissionnaire à la suite de son départ pour le Mouvement des citoyens de Jean-Pierre Chevènement), comme président du groupe socialiste au Conseil de Paris, devenant ainsi le chef du principal groupe de l'opposition municipale.
En 1995, il mène la campagne municipale de la gauche parisienne contre Jean Tiberi, candidat RPR à la succession de l'ancien maire Jacques Chirac, élu président de la République. Les listes de gauche remportent alors six arrondissements (3e, 10e, 11e, 18e, 19e et 20e arrondissements de Paris) sur les vingt que détenait la droite depuis 1983 (monopole alors surnommé le « grand chelem »).
En septembre 1995, il est élu sénateur (PS) de Paris et devient secrétaire de la Commission des Affaires étrangères et de la Défense. Au moment des débats sur le PACS, il défend ce dispositif mais s'oppose à toute idée de mariage entre personnes de même sexe, au nom de la lutte contre le communautarisme. Il changera d'avis, une fois élu maire de Paris, lorsqu'il participera à la première marche des fiertés de son mandat, demandant l'instauration du mariage entre personnes de même sexe.

#### Élection à la mairie de Paris

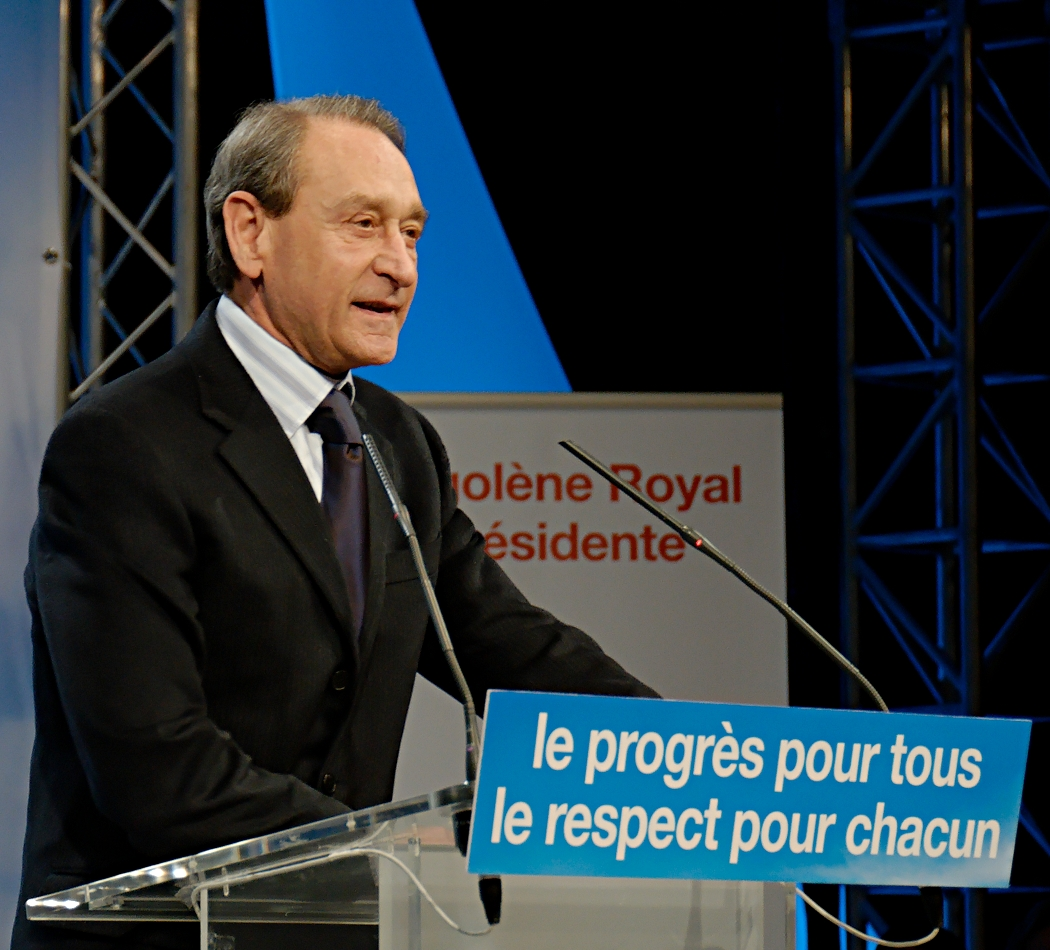
Bertrand Delanoë à une réunion en faveur de Ségolène Royal, le 6 février 2007.

La droite se présente divisée aux élections municipales de mars 2001, avec deux candidats : Jean Tiberi, maire RPR dissident et sortant, et Philippe Séguin, ancien député RPR des Vosges, ancien ministre, ancien président de l'Assemblée nationale et ancien président du RPR, allié à l'UDF et DL.
De leur côté, les socialistes organisent des primaires entre Jack Lang, alors maire de Blois, et Bertrand Delanoë, chef de l'opposition municipale depuis 1993, mais peu connu du grand public. Contre toute attente, Jack Lang abandonne la compétition pour devenir ministre de l'Éducation nationale dans le gouvernement de Lionel Jospin, permettant à Bertrand Delanoë de remporter l'investiture avec pour mission de rassembler la gauche.
Au soir du second tour, le 18 mars 2001, les listes d'union de la gauche et des Verts obtiennent 49,63 % des voix, contre 50,37 % à la droite divisée (32,32 % pour les listes Seguin, 15,20 % pour les listes Tiberi et 2,85 % pour des listes divers droite).
Minoritaire d'environ 4 000 voix mais majoritaire en nombre de conseillers de Paris (163 élus en tout, à la fois conseillers municipaux et conseillers généraux, Paris étant à la fois ville et département), la gauche gagne douze arrondissements sur vingt.
La géographie électorale confirme la traditionnelle fracture géographique droite/gauche de Paris : tous les arrondissements gagnés par la gauche se situent à l'est et au centre-est.
Le 25 mars 2001, Bertrand Delanoë est élu maire de Paris. Il succède à Jacques Chirac, dont le mandat aura duré 18 ans (1977-1995), et à Jean Tiberi (six années, 1995-2001). C'est la première fois depuis 1871 — lors de la Commune de Paris — que la gauche (grâce à son alliance avec les écologistes) prend, hors contexte révolutionnaire, la tête du conseil municipal (il n'y a pas eu de maire de Paris de 1871 à 1977, année d'élection de Chirac, mais le conseil municipal avait toujours été dominé par la droite).
À la suite de son élection à la mairie, Bertrand Delanoë démissionne du mandat de sénateur qu'il occupe depuis 1995.
La victoire de la gauche et des Verts aux élections municipales de 2001 a été notamment expliquée par les divisions exacerbées au sein de la droite parisienne qui l'ont conduite à présenter deux listes concurrentes dans chaque arrondissement. Ce serait donc grâce à cette conjoncture exceptionnelle d'une droite fracturée et d'une gauche unie et alliée avec les écologistes au second tour que Delanoë aurait gagné.
L'image négative véhiculée par des affaires politico-financières, auxquelles Jean Tiberi et plusieurs autres membres de la majorité municipale étaient alors soupçonnés d'avoir participé, aurait également profité aux listes de gauche.
Plusieurs journaux (L'Express, Le Figaro, Le Point, Le Monde, Le Nouvel Observateur) ont en outre partiellement expliqué la victoire de Delanoë par le vote d'une nouvelle catégorie sociale surnommée « bobos » (bourgeois-bohèmes), qui aurait fait la différence en faisant basculer à gauche certains arrondissements « traditionnellement » de droite (2e, 4e, 9e et 12e).

#### Agression
Le 5 octobre 2002, Bertrand Delanoë est poignardé pendant les festivités de la première Nuit blanche en plein hôtel de ville. Pour expliquer son geste, son agresseur, Azedine Berkane, a déclaré à la police détester « les politiciens, particulièrement les homosexuels ». Le 12 janvier 2004, la justice rend un non-lieu en sa faveur, déclarant que « son état mental le rendait irresponsable pénalement », et le fait interner en hôpital psychiatrique.

#### Réélection à la mairie de Paris

Bertrand Delanoë en 2008.

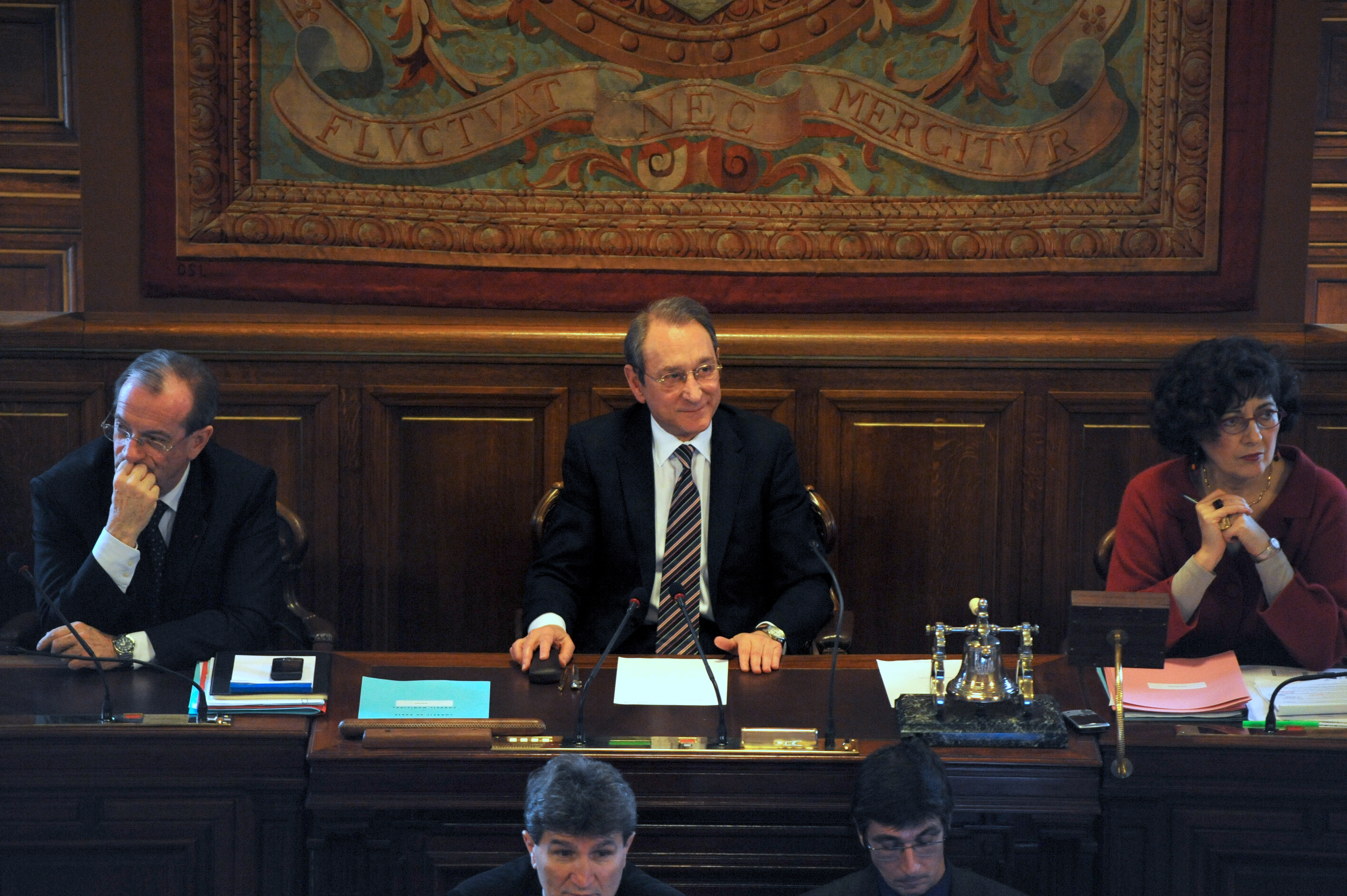
Bertrand Delanoë présidant une séance du Conseil de Paris, le 29 mars 2010.

Bertrand Delanoë annonce, le 4 septembre 2007 dans un entretien au journal Le Parisien, sa candidature pour un second (et dernier) mandat aux élections municipales de 2008. Il présente au début de l'année 2008 ses têtes de listes. Le maire sortant de Paris a, face à lui, l'UMP Françoise de Panafieu. Il se présente en 3e position sur la liste PS du 18e arrondissement de Paris conduite par Daniel Vaillant.
Il vient soutenir sa tête de liste dans le 5e arrondissement de Paris, Lyne Cohen-Solal, contre le maire sortant UMP depuis 1983, Jean Tiberi (sauf la période 1995-2001 durant laquelle celui-ci fut maire de l'ensemble de la ville). Bertrand Delanoë se fixe en effet pour objectif de faire basculer plusieurs arrondissements de droite, le 5e considéré comme le plus susceptible de tomber dans son escarcelle, mais aussi le 1er et le 15e.

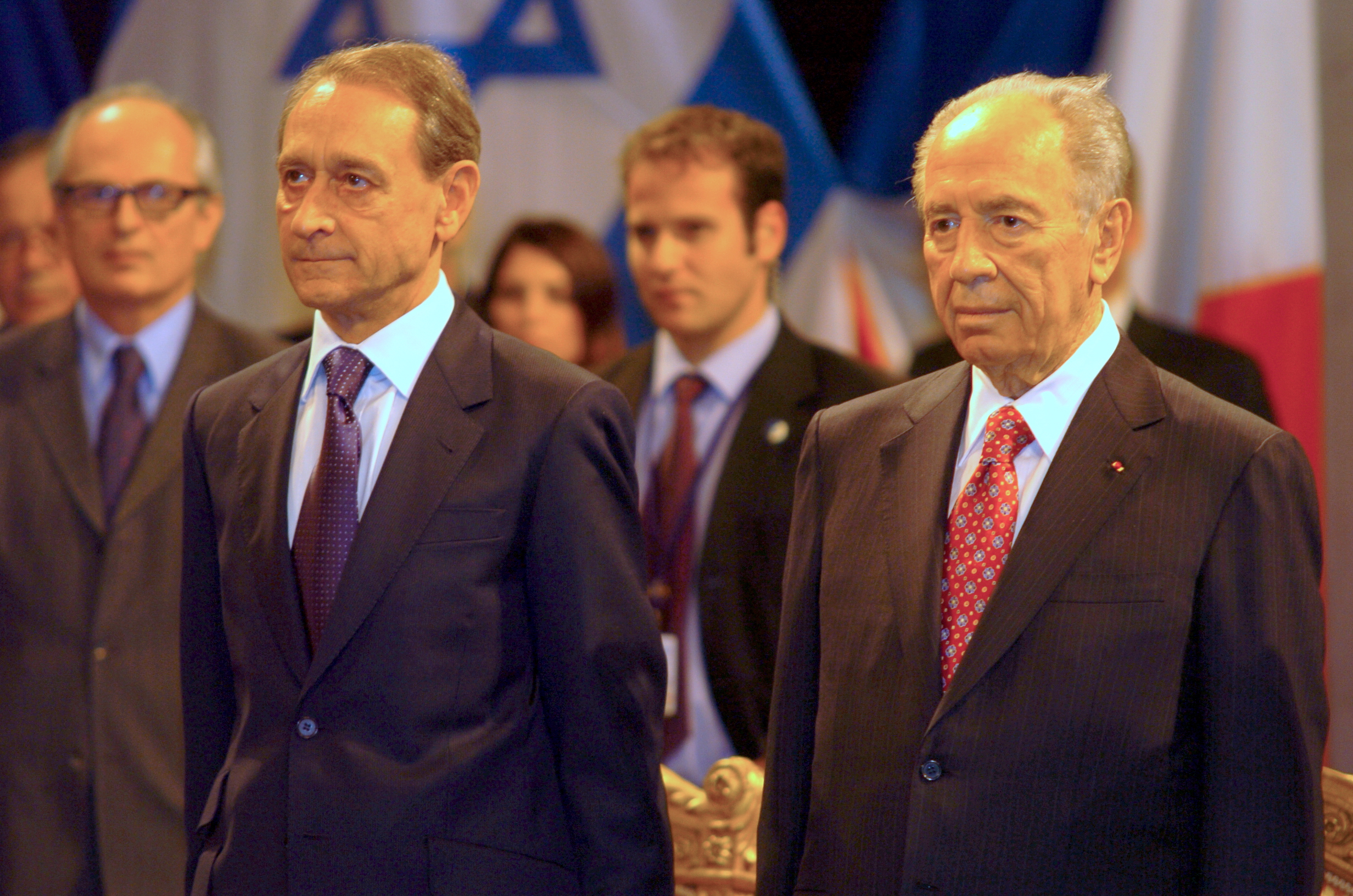
Bertrand Delanoë et Shimon Peres, le 11 mars 2008 à Paris lors d'une visite d'Etat du Président Israélien.

Le 9 mars 2008, au soir du premier tour, les listes « Un temps d'avance » soutenues par Bertrand Delanoë arrivent largement en tête avec 41,6 % des voix. Le 16 mars suivant, les listes de gauche sortent victorieuses du second tour (57,7 %) : le groupe PS-PRG-MRC gagne 21 sièges au Conseil de Paris, alors que Les Verts n'obtiennent que 9 élus, contre 23 lors de la précédente mandature. Pourtant, malgré cette victoire, aucun arrondissement ne bascule à gauche comme le souhaitait le maire de Paris.

#### Congrès de Reims: «libéral et socialiste»

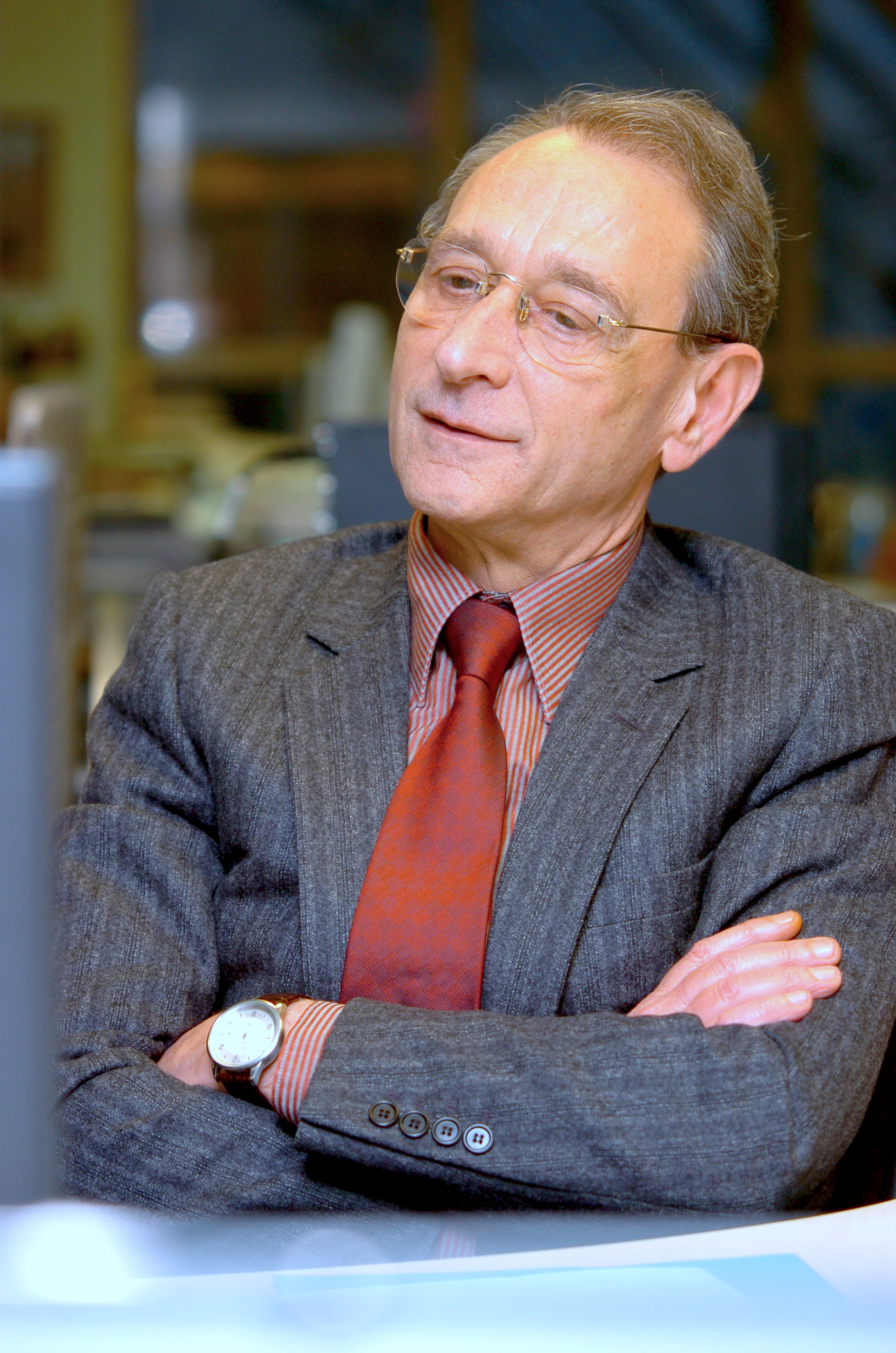
Bertrand Delanoë, le 20 février 2008 à Paris.

En mai 2008, Bertrand Delanoë annonce sa candidature au poste de premier secrétaire du Parti socialiste en vue du congrès de Reims, prévu en novembre de la même année. À cette occasion, il publie un livre d'entretiens avec Laurent Joffrin, intitulé De l'audace et dans lequel il s'affirme « libéral et socialiste », faisant allusion aux thèses défendues depuis quelques années par Monique Canto-Sperber et à des propos de Vincent Peillon. Cette affirmation lui vaut de s'attirer l'ire de sa principale concurrente dans cette compétition, Ségolène Royal, qui déclare alors que « le libéralisme est une valeur défendue par [les] adversaires [du Parti socialiste] ». Elle suscite également des polémiques au sein du Parti socialiste avec les oppositions de Julien Dray, de Benoît Hamon ou de Jean-Marc Ayrault. Alors qu'il était donné favori par les sondages, la motion dont il est l’auteur recueille 25,24 % des voix le 6 novembre 2008 et se place en deuxième position après celle proposée par Ségolène Royal. Après ce résultat, il renonce à déposer sa candidature pour le poste de premier secrétaire du PS et apporte son soutien à Martine Aubry, dont la motion est arrivée en troisième position. Il se tient dès lors en retrait de la vie politique nationale.

#### Retrait de la vie politique
Il ne se représente pas à la mairie de Paris lors des élections municipales de 2014. Retiré de la vie politique, Bertrand Delanoë décline, en mai 2014, la proposition d'être nommé Défenseur des droits.
Il réside, après cette date, en grande partie en Tunisie. Propriétaire d'une villa qu'il a fait construire à Bizerte, il y mène une vie discrète et éloignée des médias. À sa mort, il souhaite que ses cendres soient dispersées au cap Blanc.

#### Ralliement à Emmanuel Macron
Le 8 mars 2017, Bertrand Delanoë, jusqu'alors peu présent sur la scène politique électorale, prend position en faveur du candidat d'En marche, Emmanuel Macron, plutôt que pour le candidat socialiste, Benoît Hamon, déclarant : « [Le programme de Benoît Hamon] est dangereux, parce qu'il ne rassemble pas la gauche. Philosophiquement, il n'est pas en mesure de produire du vrai progrès social ».
Le 20 mars 2022, il annonce voter de nouveau pour Emmanuel Macron aux prochaines élections et non pour Anne Hidalgo, qui lui a succédé à la mairie de Paris.

## Prises de position

### Cumul et durée des mandats
Bertrand Delanoë est favorable au raccourcissement de tous les mandats électifs à cinq ans, à l'interdiction d'enchaîner un troisième et même mandat consécutif, à la limitation stricte du cumul de mandats (partisan d'un mandat exécutif ou parlementaire renouvelé une seule fois).
Dès son élection, s'interdisant tout cumul de mandat et voulant être « maire à temps plein », il démissionne de son mandat de sénateur de Paris. Il choisit en 2001 de ne nommer aucun maire d'arrondissement parmi ses 33 adjoints, leur préférant des élus issus de la plupart des arrondissements, y compris des arrondissements où la droite est restée majoritaire (ainsi Anne Hidalgo est élue première adjointe, Jean-Yves Mano devient adjoint chargé du Logement, Lyne Cohen-Solal s'occupe du Commerce de l'Artisanat des Métiers d'Art & Professions libérales et la jeune féministe médiatique Clémentine Autain – apparentée PCF – à la Jeunesse). L'accord passé avec les Verts au soir du premier tour de l'élection de 2001 imposait, tant au niveau de la mairie centrale que des conseils d'arrondissement, un nombre d'élus et d'adjoints Verts proportionnel au résultat des écologistes par rapport à ceux de la gauche, c'est ainsi que certaines des plus importantes délégations furent données à des Verts dont Yves Contassot et Denis Baupin.

### Homosexualité

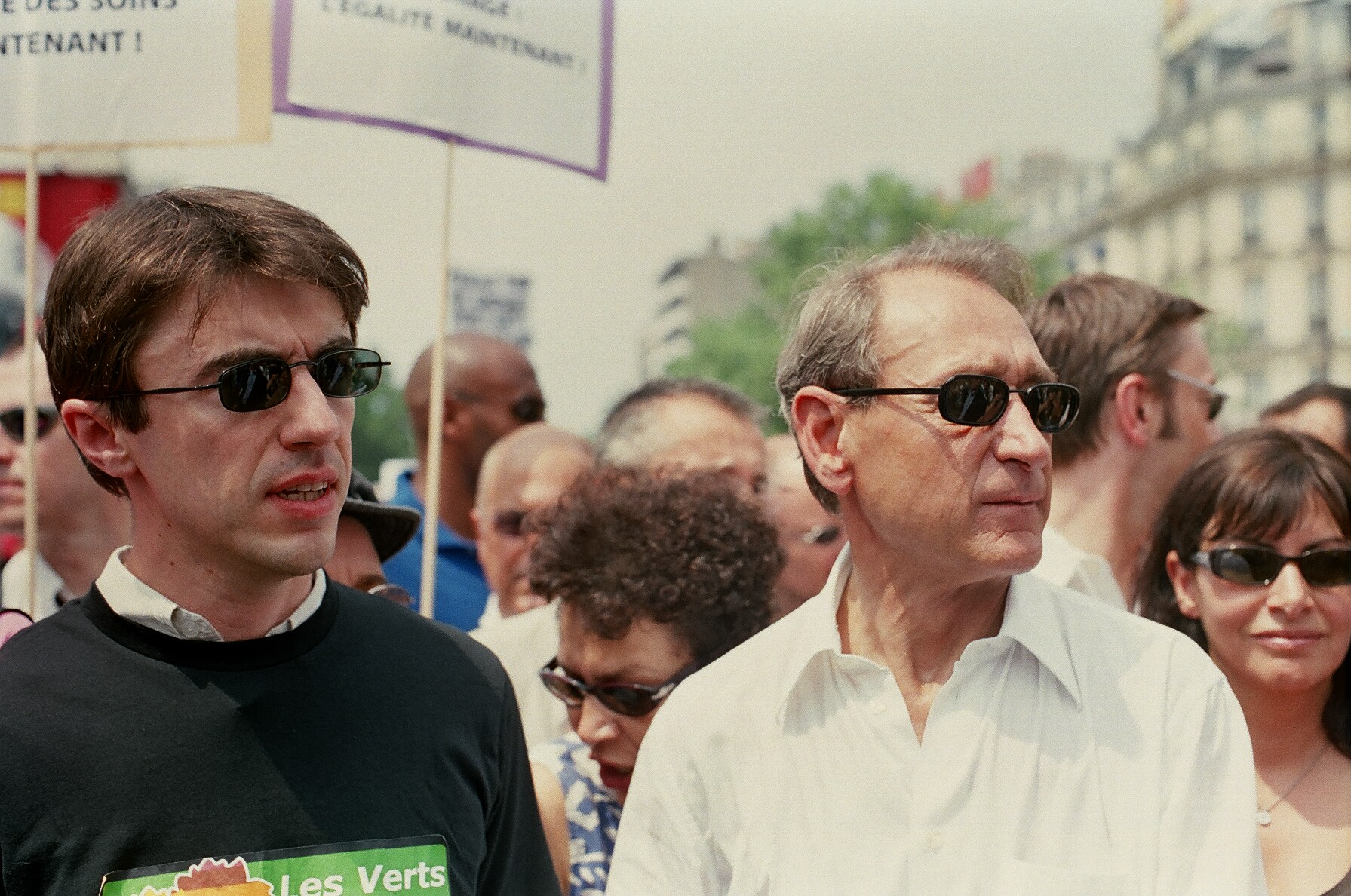
Bertrand Delanoë avec Yann Wehrling à la Marche des Fiertés LGBT Paris de 2005.

Alors sénateur et conseiller de Paris, Bertrand Delanoë évoque publiquement son homosexualité en 1998 et s'engage sur les questions LGBT en participant régulièrement à la Marche des fiertés et en soutenant des actions et revendications des associations homosexuelles pour l'égalité des droits. Il augmente les subventions municipales de celles-ci (Centre LGBT Paris-Île-de-France, SOS Homophobie, Festival gay et lesbien de Paris…) et des organisations de lutte contre le sida (Sol En Si, Solidarité sida, Centre régional d'information et de prévention du sida, Act-Up, Ikambéré…). Après s'y être opposé en exprimant des réserves au nom de la lutte contre le communautarisme, il se prononce finalement en faveur du mariage homosexuel et soutiendra sans réserves le projet de loi instaurant le « Mariage pour tous » le 17 mai 2013.

### Union européenne
En 2004, Bertrand Delanoë se prononce, comme la majorité du Parti socialiste, en faveur du « oui » au référendum sur le traité établissant une constitution pour l'Europe. Le 29 mai 2005, alors que la France rejette le traité constitutionnel, le « oui » obtient un score de 65 % à Paris. La coupure géographique et sociologique est visible dans la capitale, les catégories les plus aisées se prononçant très largement en faveur du « oui ».
Il appelle en 2007 les socialistes à ratifier le traité de Lisbonne, négocié par Nicolas Sarkozy au lendemain de son élection à la présidence de la République, afin de sortir l'Union européenne de l'« impasse » provoquée par les « non » français et néerlandais au traité établissant une Constitution pour l'Europe.

### Droit de vote des étrangers
Bertrand Delanoë est favorable au droit de vote des étrangers aux élections locales[réf. souhaitée].

### Parti socialiste
En juillet 2006, il soutient la décision du bureau national du PS d'imposer la candidature de George Pau-Langevin (avocate et ancienne présidente du MRAP) sur la 21e circonscription de Paris au détriment de Sophia Chikirou, proche assistante du député PS sortant Michel Charzat.
Le 4 septembre 2007, Bertrand Delanoë annonce sa candidature pour un second mandat à la mairie de Paris dans un entretien accordé au journal Le Parisien. Il annonce ensuite qu'il s'appuiera sur Patrick Bloche, député de la 7e circonscription de Paris et premier secrétaire de la fédération parisienne du PS, qui est nommé directeur de campagne. Les deux porte-parole de la campagne qui a pour slogan « Un temps d'avance » seront Anne Hidalgo, sa première adjointe, et Annick Lepetit, députée de la 17e circonscription de Paris. Il présente ses listes en décembre 2007 comprenant notamment en position éligibles de nouvelles têtes issues de la société civile comme le sociologue Jean-Louis Missika, le comédien Philippe Torreton, l'actrice Firmine Richard, la réalisatrice Yamina Benguigui, l'ex-président de l'UNEF Bruno Julliard, ou l'avocat Patrick Klugman.
Le 6 mai 2008, un an après la défaite de la gauche à l'élection présidentielle, il est le premier signataire d'un texte intitulé « Clarté, courage, créativité : pour un grand congrès socialiste » dans la perspective du Congrès de Reims du Parti socialiste en novembre 2008.

### Divers
Il fut un membre actif, comme parlementaire, de la Ligue des droits de l'homme (LDH). Il a aussi consacré plusieurs interventions (discours, chapitre de livre…) à défendre le droit à l'eau potable dans le monde, et a fait en sorte que la société Eau de Paris (SAGEP) finance des projets concrets d'accès à l'eau dans des pays pauvres[réf. nécessaire].
Il se déclare favorable à l'euthanasie. Il est membre du Comité d'honneur de l'Association pour le droit de mourir dans la dignité.
Depuis des décennies, il se déclare très vigilant contre l'antisémitisme, contre tous les racismes et le sexisme, invoquant son enfance à Bizerte, en Tunisie, où musulmans, juifs et catholiques vivaient plutôt en bonne entente[réf. nécessaire].
En juin 2006, comme d'autres conseils généraux de tous bords et avec le soutien de l'Association des départements de France (ADF), il réclame à l'État le remboursement « à l'euro près » de 52 millions d'euros dus pour 2005 au titre du RMI, dorénavant géré et versé par les conseils généraux, les nouvelles lois de décentralisation introduites dans la Constitution prévoyant que l'État rembourse ces sommes aux collectivités.
Le 5 juillet 2006, Bertrand Delanoë inaugure la place Theodor Herzl, dans le 3e arrondissement, à l'intersection des rues Turbigo et Réaumur. Le 3 septembre 2006, le parvis de la cathédrale Notre-Dame est rebaptisé « Parvis Notre-Dame-Place Jean Paul II, 1920-2005, pape (1978-2005) » par Bertrand Delanoë, sur proposition du groupe UMP de la municipalité de Paris en dépit de l'opposition d'une partie des élus verts.
Le 14 février 2008, il signe, avec 16 autres personnalités politiques de tous bords, l'« Appel du 14 février » pour une vigilance républicaine lancé par l'hebdomadaire Marianne.
En 2010, il prend position en signant une pétition contre le boycott d'Israël.

## Actions à la mairie de Paris

### Projets phares

#### Réduction de la circulation automobile et de la pollution
- Poursuite de la mise en œuvre et de la finalisation du projet de tramway lancé en décembre 2000 et finalement construit sur les boulevards des Maréchaux (13e, 14e, 15e arrondissement) intégré en tant que « T3 » au réseau, doublant la capacité du tronçon du bus PC. Après onze ans d'études et trois ans de travaux, il est inauguré en décembre 2006. Mise en œuvre d'une nouvelle étude aux côtés du STIF et de la RATP pour étendre ce tramway entre la porte d'Ivry et la porte de la Chapelle voire jusqu'à la porte d'Asnières[23].
- Augmentation du nombre de pistes cyclables, de couloirs protégés (« en site propre », selon le terme légal) pour les bus, vélos, taxis et véhicules d'urgence (pompiers, police, ambulances, Samu).
- Création en 2007 du Vélib', système de location de vélos en libre-service sur le modèle utilisé dans plusieurs villes de provinces comme Lyon ou La Rochelle. Selon Le Canard enchaîné du 16 octobre 2007, « l'entreprise Decaux a remporté l'appel d'offre de la mairie de Paris face à son concurrent Clear Channel. Le contrat a été signé pour une exploitation du service pour 10 ans, jusqu'en 2017. Decaux est chargé d'installer et d'entretenir 20 600 vélos et 35 000 bornes d'accrochage dans la capitale. Il doit également verser 3,4 millions d'euros de redevance à la mairie. En échange, Decaux peut exploiter 1 280 panneaux publicitaires de 2 m2 et 348 panneaux de 8 m2. L'avantage pour la mairie de Paris est de fournir un service qui ne lui coûte pas un centime, et qui va même lui rapporter environ 25 millions d'euros puisque les recettes du Vélib vont directement dans les caisses de la mairie. »
- Extension aux jours fériés et à un mois pendant l'été (à l'occasion de Paris Plages) de l'interdiction temporaire de la circulation sur certaines portions des voies sur berges (effective tous les dimanches depuis 1995), suppression de plusieurs axes rouges.
- Il fait fermer définitivement la voie express Rive-gauche longeant la Seine pour y faire une promenade, réservee aux piétons et aux cyclistes, combinée plus tard par son successeur avec la voie rapide sur la rive droite dans le nouveau parc Rives-de-Seine.
- Stationnement : de nouveaux tarifs résidentiels (à 0,65 euro par jour) ont été instaurés en 2001 pour inciter les résidents à moins se déplacer en voiture. Depuis 2006, plus de 12 000 places de parkings souterrains non utilisées de l'OPAC sont proposées à la location aux riverains, à des tarifs préférentiels. Dans le même temps, de nombreuses places de stationnement de surface ont été supprimées, rendant la recherche d'une place de stationnement plus difficile et plus coûteuse[24].
- Si le taux de diminution de la pollution automobile à Paris est constant depuis 1998, en raison des progrès de l'industrie automobile notamment, une étude de l'organisme scientifique Airparif (organisme francilien chargé de mesurer la qualité de l'air) sur l'impact de la politique des transports sur la qualité de l'air faisait état en décembre 2006 d'une baisse de 32 % de la pollution de l'air en 5 ans (période de 2002 à 2007) dans la capitale, liée à la fois à l'amélioration technologique des véhicules (carburants plus propres, moteurs moins polluants) mais aussi à la maîtrise des flux automobiles (6 %)[25]. Toutefois, selon une étude d'un doctorant et de deux professeurs d'Université, la politique engagée par la Mairie, en réduisant la vitesse de circulation et en augmentant les embouteillages, « a eu pour effet d'augmenter sensiblement la pollution à Paris »[26]. D'autre part, la polémique lancée en 2014 par Anne Hidalgo sur l'achat de bus au diesel par la mairie de Paris a montré que, pendant les mandats de Bertrand Delanoë, l'effort nécessaire en matière de transport en commun propres n'a pas été fait[27].
- Adoption en octobre 2007 d'un plan climat territorial élaboré par l'adjoint Vert Yves Contassot prévoyant de réduire en 2020 de 30 % les émissions globales de gaz à effet de serre et la consommation énergétique par rapport à 2004[28].
- Il promeut Autolib', un service public d'autopartage de voitures électriques en libre-service disponible dans l'agglomération parisienne. Ce projet « automobiles en libre-service » (ALS) est relancé au début de 2008, quelques mois avant les élections municipales. Le service, présenté par Bertrand Delanoë comme « une révolution urbaine »[29] et devant dégager 56 millions d'euros par an de bénéfices[30],[31], est « lancé en fanfare » en 2011[32].

#### Logements sociaux et espaces verts
- Bertrand Delanoë exprime dès son entrée en fonction la volonté d'amener l'équité et la transparence dans l'attribution des logements sociaux. Il met ainsi en place des commissions composées d'élus et de représentants d'associations impliquées dans le logement chargées d'attribuer les logements disponibles en fonction de critères prioritaires.
  - Selon un article de Valeurs actuelles du 15 juillet 2005, des failles demeurent cependant dans l'attribution ou l'occupation des logements sociaux citant les cas de Patrick Dupond ou encore de Valérie Lang, fille de Jack Lang, ce que confirme le chef de cabinet de Jean-Yves Mano, l'adjoint au logement de la mairie de Paris tout en assurant n'y être pour rien.
- Mise en place d'un nouveau plan local d'urbanisme (PLU) prévoyant l'aménagement d'un nombre minimum de logements sociaux (25 %) dans les nouveaux programmes immobiliers de plus de 800 m2.
  - Rachats par préemption[33], ou par négociation avec les propriétaires privés, d'immeubles entiers dans les quartiers de l'ouest et du centre parisien afin de tenter de diminuer le déséquilibre géographique de logement social avec l'est de la capitale.
  - En juin 2006, dans le cadre du vote du plan local d'urbanisme (PLU), Bertrand Delanoë proposa de déclasser une partie d'un espace vert protégé, le parc Sainte-Périne dans le 16e arrondissement, afin de faire construire, sur environ 6 % de sa superficie (correspondant à la partie boisée autour du parc dans l'enceinte de l'hôpital Sainte-Périne), un ensemble immobilier de 210 logements déclarés « à vocation sociale » dont la moitié aurait été destinée au personnel de l'Assistance publique - Hôpitaux de Paris. Ce projet suscita la mobilisation des commerces, des riverains, des écoles proches, du conseil de quartier et de celui d'arrondissement ainsi que de la Ligue de protection des oiseaux. Cette opération de promotion immobilière est finalement mise en échec par la conjonction d'un vote de l'UMP, de l'UDF et des Verts parisiens[34]. Le 23 juin 2006, le représentant du maire de Paris au Conseil de l'AP-HP fait adopter un nouveau vœu (un vœu pour soi-même) afin de demander à la mairie de Paris d'annuler le vote du 12 juin et de rendre constructible cet espace vert protégé[35]. La polémique rebondit lors de la campagne des élections municipales de 2008 après les déclarations de Bertrand Delanoë dans les journaux du matin de Canal+ et LCI le 11 février 2008 où il qualifiait d'aberration le vote des élus parisiens à propos du parc et annonçait qu'il ne signerait un accord de gestion avec les Verts parisiens que si ces derniers renonçaient à leur blocage des constructions de 210 logements à la place de cet espace vert parisien[36]. Le candidat vert Denis Baupin prend néanmoins ostensiblement de nouveau la défense du parc aux côtés des habitants et des élus du quartier, dénonçant alors un « maire bétonneur » en la personne de Bertrand Delanoë[37].
- Inscription dans le budget d'un financement de 40 000 logements sociaux à construire ou aménager dans Paris durant la mandature 2008-2014[38]. Selon le bilan (contesté) de la mairie à fin 2005, un total de 18 622 logements en cinq années aurait été financé, comprenant la réfection de logements anciens.
  - Priorité donnée dans le budget de 2008 au financement de la construction de 6 000 logements sociaux sur l'année (ce qui serait une progression de 28 % par rapport à l'année précédente). À trois mois des élections municipales de mars 2008, cette mesure est considérée comme un gage accordé aux Verts et au Parti communiste qui réclamaient la construction de plus de 9 000 logements sociaux par an[39].
- Cession d'immeubles notamment en 2002 à l'Assistance publique - Hôpitaux de Paris (AP-HP) dans le XVIe arrondissement (22 rue Wilhem) afin de loger son personnel (à charge pour cette dernière de ne pas renouveler les baux à leur terme, de rompre ceux indûment renouvelés par l'ancien bailleur ou de proposer le rachat de leur appartement aux anciens locataires).
- Opposition au projet de construction du nouveau tribunal de grande instance (considéré par Bertrand Delanoë comme étant à l'étroit sur l'île de la Cité), à Tolbiac (13e), la mairie préférant Masséna (13e aussi), afin de préserver le nombre de futurs logements et la taille d'un espace vert d'un seul tenant.
- Immeubles insalubres : engagement du maire de Paris de faire disparaître tous les immeubles insalubres de la ville d'ici à la fin de l'année 2007, dont au moins 1 000 immeubles catalogués comme taudis (en 2005, 136 étaient en voie de réhabilitation et six réhabilités). Durant l'été 2005, après que deux immeubles ont brûlé dans Paris, causant la mort de nombreuses personnes, sa politique du logement — notamment sa lutte contre les immeubles insalubres — est remise en cause. Bertrand Delanoë réplique en accusant l'État qu'il juge responsable des délais légaux imposés pour prendre en main les immeubles insalubres privés, et dont il critique le manque d'engagement sur cette question.
  - En septembre 2005, une crise politique au sein de la majorité municipale éclate à propos des solutions d'urgence à mobiliser contre l'insalubrité à la suite de l'adoption de cinq vœux et amendements du PC et des Verts obtenus par le soutien des votes de l'UMP. Christophe Girard, initiateur de la Nuit Blanche et adjoint à la Culture, quitte alors les Verts pour rejoindre le PS jugeant que les « votes convergents avec l'UMP » signaient, pour les Verts parisiens, la rupture de leur « engagement majoritaire ». Le débat est clos par la décision donnant raison aux Verts d'augmenter le nombre de logements dévolus aux personnes habitant des immeubles insalubres, et par le reclassement de 500 logements de la ville actuellement classés en logement intermédiaire.
- En janvier 2008, le groupe socialiste fait repousser un vœu des Verts parisiens demandant que les logements indûment occupés récupérés par la RIVP soient intégrés au parc social, préférant les mettre en vente au prix du marché.

#### Petite enfance
En janvier 2002, dans un discours intitulé « L'enfant dans la ville », Bertrand Delanoë remarquait qu'un enfant de moins de trois ans sur trois à Paris ne bénéficiait d'aucune solution de garde financée par les pouvoirs publics (tous modes de garde confondus, que ce soit en crèche, en halte-garderie, à domicile, en milieu scolaire ou auprès d'une assistante maternelle). Plusieurs mesures furent alors prises dans le domaine de la petite enfance.
- Aménagement d'une crèche au sein même de l'hôtel de ville dans l'ancien appartement privé du maire de Paris (doté d'un jardin privatif), de 1 200 m2[40], Bertrand Delanoë continuant à occuper son logement personnel.
- Engagement de livrer 5 200 nouvelles places de crèche et de halte-garderie à Paris pour mars 2008 (3 212 places ont été créées à fin mars 2006). Cependant, les effectifs du personnel sont jugés insuffisants par les représentants syndicaux CFTC, CGT, FO, UNSA du personnel de la petite enfance, qui réclament en 2006 la création de 1 300 postes alors que la mairie affirme avoir généré 1 000 emplois supplémentaires depuis 2001. Un rapport de la Chambre régionale des comptes, en décembre 2006, observe que les effectifs réels consacrés à la petite enfance sont inférieurs aux effectifs budgétaires, significatif d'une pénurie d'agents qualifiés pour accueillir les jeunes enfants, « accentué par des mouvements sociaux et un taux d'absentéisme élevé »[41] même si les effectifs municipaux semblent permettre le respect des normes d'encadrement dans les établissements[42]. Le même rapport observe que la « gestion des ressources liées à la petite enfance est entachée de deux anomalies significatives » : notamment le fait pour la Ville de Paris d'accorder à ses agents des tarifs privilégiés pour l'accueil de leurs propres enfants dans les établissements municipaux, constituant ainsi une pratique illégale méconnaissant le principe d'égalité devant le service public[43]. Cet avantage (tarif dit « préférentiel », à 50 %), qui était aussi octroyé aux fonctionnaires de police, aux pompiers et à d'autres catégories de professionnels, a été supprimé depuis[réf. nécessaire].
- Création d'une allocation municipale d'aide aux familles monoparentales n'étant pas titulaires de l'allocation de parent isolé (API)[44].
- Suppression en janvier 2004 de l'Allocation Paris Petite Enfance (APPE), allocation universelle (sans condition de ressources) qui était destinée aux ménages ou aux familles monoparentales, quels que soient leurs revenus, ayant recours à une nourrice à domicile, faute de place en crèche. Elle est finalement remplacée en octobre 2004 par une nouvelle mouture appelée PAPADO (Paris petit à domicile)[45], soumise à condition de ressources et excluant les enfants gardés par une assistante maternelle agréée. Cette nouvelle disposition basée sur des critères de revenu global, réduisant ainsi le nombre de bénéficiaires, permet à la ville, selon l'APEGE[46] (Association de parents employeurs de garde d'enfants), de diminuer substantiellement sa participation financière par rapport à l'APPE[47].
- Augmentation des aides au logement (dorénavant accessibles dès le 2e enfant et non plus le 3e) et création d'aides au paiement des factures d'électricité et de gaz, accordées sous conditions de revenus [réf. nécessaire].
- Refus d'organiser un service minimum de garde des enfants dans les écoles en cas de grève des enseignants, comme le propose en 2008 le ministre de l'éducation nationale Xavier Darcos, estimant que les fonctionnaires de Paris seraient des casseurs de grèves des fonctionnaires nationaux[48].

Le rapport de la chambre régionale des comptes d'Île-de-France observe en décembre 2006 que la proportion d'enfants gardés par un employé à domicile était plus élevée à Paris qu'au niveau national, mais qu'entre 2001 et 2005, en se basant sur les chiffres fournis par la ville de Paris, le taux de service public en termes d'accueil de la petite enfance était passée de 65,27 % en 2001 à 64,67 % en 2005 et était estimé pour l'année 2006 à 67,10 %.

#### Culture et événements festifs

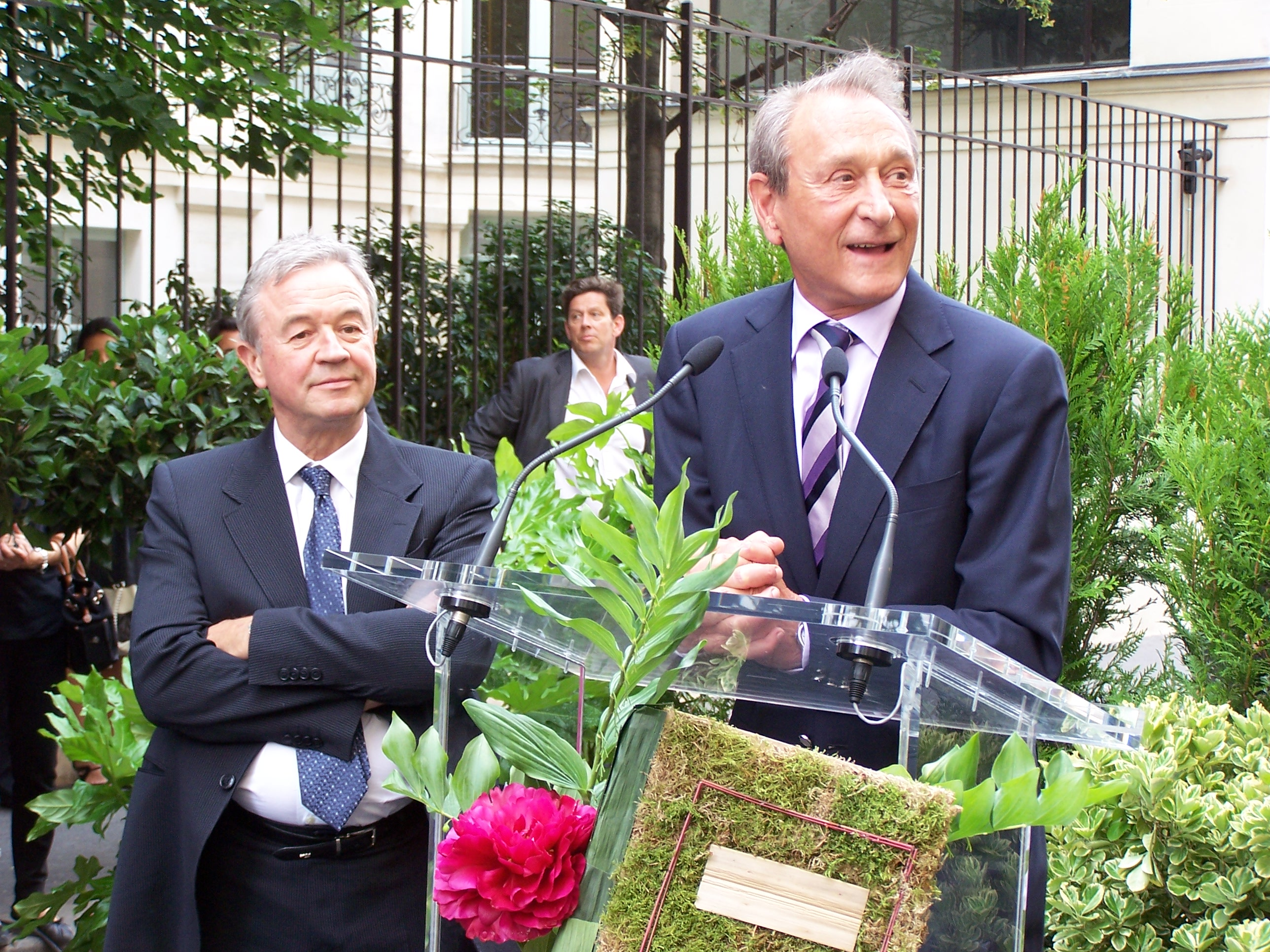
Bertrand Delanoë et Antoine Gallimard lors de l'inauguration de la rue Gaston-Gallimard en juin 2011.

- Instauration en décembre 2001 de la gratuité pour les collections permanentes de ses 15 musées municipaux (Petit Palais, Musée d'art moderne de la ville de Paris, Musée Carnavalet, Musée Cernuschi, Musée de la vie romantique, Maison de Victor Hugo, etc.)[50].
- Lancement de la construction de deux médiathèques dans Paris (Marguerite Yourcenar[51] rue d'Alleray dans le 15e et Marguerite Duras[52] rue de Bagnolet dans le 20e).
- Nouvelles manifestations festives comme la mise en place d'une plage géante sur les bords de la Seine (Paris Plages), événement populaire mais dont le coût réel est trois fois supérieur à celui annoncé par la Ville de Paris[53],[54],[55] ou la Nuit Blanche consacrée à l'art contemporain.
- Aménagement des anciennes pompes funèbres, au 104 rue d'Aubervilliers (19e), en centre culturel le Centquatre-Paris, inauguré fin 2008. Le lieu est consacré à des artistes et créateurs du monde entier, en résidence au minimum trois mois. Se trouve aussi sur place la « Maison des Petits » pour les jeunes enfants, aménagée par la designer Matali Crasset. En dépit d'une importante subvention de 8 millions par an, sur un budget de 12 millions de la part de la ville de Paris, le Cent Quatre se révèle rapidement incapable de trouver son public[56], suscitant diverses polémiques[57], la presse épinglant une « vision naïve et coûteuse de la culture »[58].
- Aménagement du théâtre de la Gaîté (3e arrondissement), consacré aux arts numériques et musiques électroniques, d'un coût de 85 millions d'euros et avec une subvention de fonctionnement de 5,45 millions d'euros pour un budget global de 9,5 millions en 2010[56].
- Création de l'Institut des cultures d'Islam en 2006 pour un coût de construction des bâtiments de 22 millions[59],[60].
- Création de la Maison du Geste et de l'Image[61], dotée d'une subvention de 800 000 €, et qui permet à plus de dix jeunes défavorisés de s'initier aux arts plastiques visuels et de l'expression corporelle, sous la supervision d'artistes à même de les faire profiter de leur parcours multiculturel.
- Plan annuel de restauration d'églises appartenant à la ville[réf. nécessaire].
  - Cofinancement des travaux de l'église Saint-Sulpice et de la tour Saint-Jacques en partenariat avec le Ministère de la Culture pour moitié chacun (projet de restauration déposé en 2000 par l'architecte en chef des bâtiments historiques de France mais acté en 2006).
- Création en janvier 2002 d'une Mission Cinéma pour préserver l'exception culturelle parisienne en ce domaine et relancer une politique de soutien en faveur du cinéma, dans le cadre d'une concertation entre la Ville de Paris et l'État (Direction régionale des affaires culturelles d'Île-de-France et le Centre national de la cinématographie), autour des salles indépendantes, de l'éducation au cinéma, des événements festifs, du forum des images et des tournages à Paris.
  - Dans ce cadre, le réaménagement du Forum des images (fondé dans les années 1960) et l'installation de la bibliothèque François-Truffaut au Forum des Halles s'inscrit dans le projet de « rue du Cinéma » que devrait former le nouvel ensemble Forum des Images, bibliothèque et complexe UGC Ciné Cité[62].
  - Désengagement du « Festival du film de Paris » (dirigé par Louisa Maurin via sa société LM Festivals, celle-ci avait été félicitée pour son travail et sa bonne gestion par Bertrand Delanoë en avril 2001)[63] et mise en place d'un nouveau festival du cinéma intitulé « Paris Cinéma » après avoir échoué à acquérir le label « festival du film de Paris ».
- Inauguration du Centre musical Fleury Goutte d'Or-Barbara en janvier 2008.
- Rachat en mars 2001 de la Maison des Métallos (ancien siège de la CGT) dans le 11e arrondissement, pour en faire un lieu consacré au spectacle vivant, dirigé par Gérard Paquet, Malgré le financement à 75 % par des subventions municipales, l'établissement demeure déficitaire[64].
- Création de la « Cité de la Mode et du Design » dans les anciens bâtiments des Magasins Généraux (13e arrondissement), appelés « Docks en Seine »[65].
- Cofinancement de la « Maison du hip-hop » dans le 10e arrondissement.
- Instauration dès 2001 d'une enveloppe de 1 euro par an, par arrondissement et par habitant (proportionnelle à la population de l'arrondissement) pour des actions culturelles locales (expositions, festivals, projections…)[réf. nécessaire].

### Autres réalisations et projets
- Citoyens d'honneur de Paris :

En 2002, au nom d'une certaine conception de la lutte contre la peine de mort et contre la discrimination raciale, la majorité municipale de la Ville de Paris fait citoyen d'honneur Mumia Abu-Jamal, condamné à mort en 1982 aux États-Unis pour le meurtre d'un policier. La franco-colombienne Íngrid Betancourt, ex-otage de la guérilla d'extrême-gauche des FARC, a aussi été faite citoyenne d'honneur de Paris. En 2011, le Chef Raoni, défenseur de la forêt amazonienne, devient le 12e citoyen d'honneur de la ville de Paris.
- Wi-Fi :

En avril 2006, Bertrand Delanoë a confirmé depuis San Francisco sa volonté de doter Paris d'un réseau Wi-Fi gratuit sur plus de 400 bornes reparties sur 260 sites municipaux (jardins, bibliothèques, Maisons des associations, etc.). Le réseau Paris Wi-Fi a été inauguré en septembre 2007 et est en service depuis. Il a également signé avec Gavin Newsom la convention dite des « Villes Numériques Sœurs » qui comprend déjà San Francisco, Toronto, Singapour, Prague, Mexico et Madras.
- Réseau Internet à très haut débit :

En janvier 2006, Bertrand Delanoë a aussi souhaité équiper Paris en très haut débit (jusqu'à 100 fois plus rapide que le réseau haut débit ADSL qui couvre alors déjà 100 % de la capitale). Il présente à l'été un plan pour réaliser ce projet : comme impulsion clef, la ville baisse dès lors fortement les droits de passage dans son réseau d'égouts, ce qui évite de creuser des tranchées dans toutes les rues, par exemple pour déployer de la fibre optique. Plusieurs opérateurs, dès 2006, annoncent qu'ils commencent le déploiement de ce réseau, avec des zones tests dans plusieurs arrondissements la même année.
- Politique internationale de la capitale :

En mai 2006, il propose au président socialiste de la Bolivie, Evo Morales, d'accroître l'aide de la capitale française au pays, notamment par une aide d'urgence destinée à favoriser l'accès à l'eau potable dans la région de Cochabamba.
Bertrand Delanoë travaille aussi sur l'importance des collectivités locales à l'échelle mondiale. Comme maire de Paris, il préside l'Association internationale des maires francophones (AIMF), principalement active pour la coopération (subventions, aides techniques sur l'urbanisme, les transports, l'eau potable, etc.) et les échanges avec des villes d'Afrique et d'Asie. De mars 2004 à novembre 2010, il est coprésident puis président de Cités et Gouvernements locaux unis (CGLU), organisation qui a pour objet la coopération internationale grâce à l'échelon administratif local et la reconnaissance par l'ONU du rôle des collectivités locales.
- Candidature de Paris aux Jeux olympiques de 2012 :

En 2005, Bertrand Delanoë soutient la candidature de Paris pour l'organisation des Jeux olympiques de 2012. Lorsque Londres est finalement choisie, le 6 juillet 2005, Bertrand Delanoë accuse publiquement Tony Blair et la direction du comité de candidature de Londres de ne pas avoir respecté trois des règles édictées par le Comité olympique international (CIO), et ce dernier d'« avoir franchi la ligne jaune ».

### Gestion de la mairie
- Emplois municipaux :

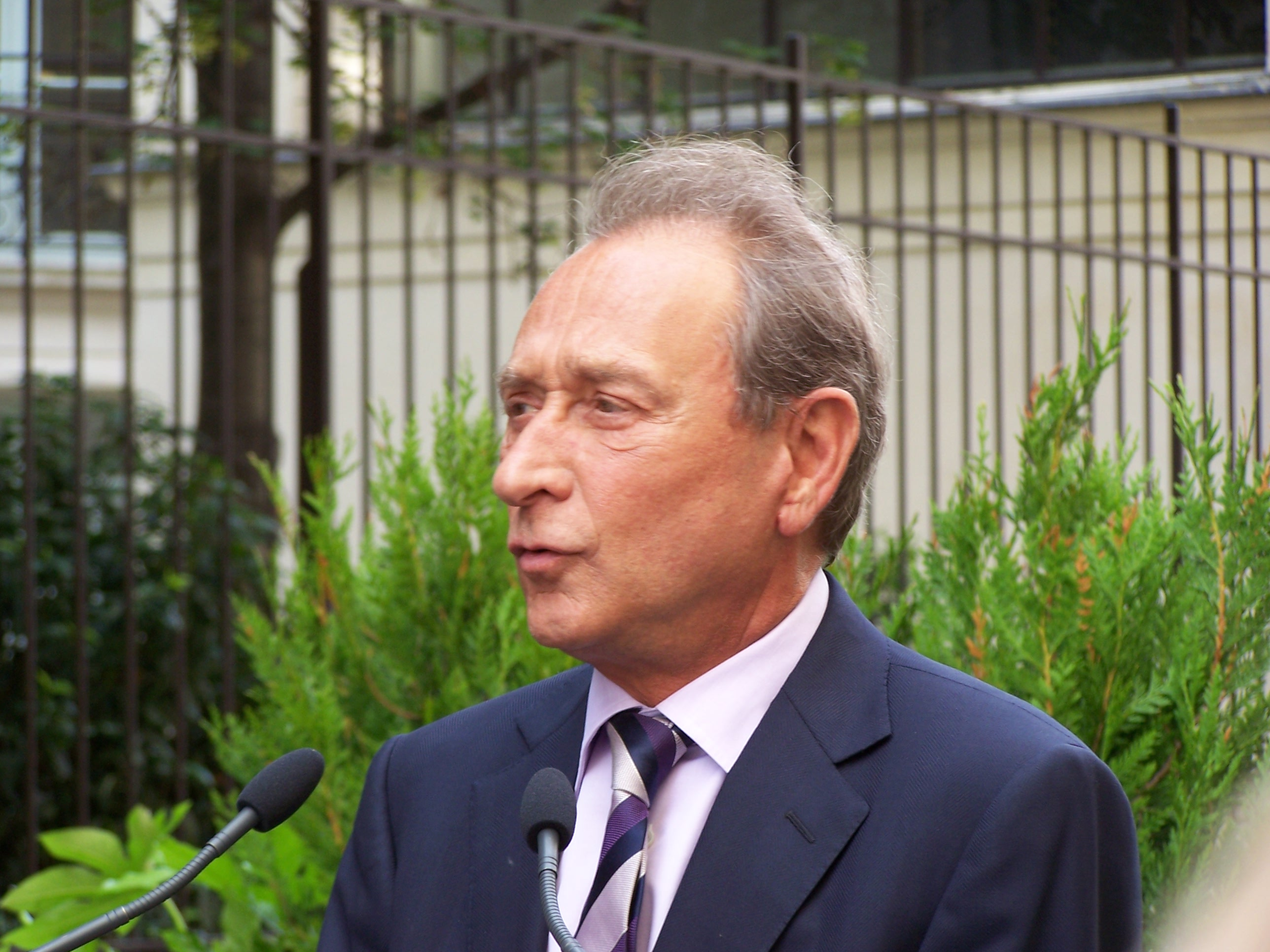
Bertrand Delanoë, en juin 2011.

Recrutement de 8 000 nouveaux agents portant à 50 000 le nombre de fonctionnaires de la mairie (et du département) — notamment pour appliquer la loi sur la RTT que la Ville ne prenait pas en compte jusqu'en 2001 — répartis en plus de 120 métiers et vingt-deux directions administratives. La majorité des nouveaux emplois créés sont affectés aux nouveaux équipements municipaux (petite enfance, sports, culture…) et aux services de la propreté. En décembre 2007, Bertrand Delanoë annonce refuser d'appliquer le décret relatif au rachat des jours de RTT au personnel de la ville de Paris, décret qu'il estime injuste socialement, annonçant un dispositif significatif en faveur du pouvoir d'achat du personnel parisien qu'il présentera au vote lors du prochain Conseil de Paris.
Un rapport de la chambre régionale des comptes d'Île-de-France dévoilé en septembre 2010 pointe plusieurs « anomalies » dans le recrutement de la Mairie de Paris, parmi lesquelles des emplois abusifs et le versement d'importantes primes, dont le montant global est passé de 5 millions d'euros en 2002 à 13 millions en 2009.
- Impôts et finances :

Comme son prédécesseur, Jean Tiberi, il obtiendra pour la ville la meilleure note financière de l'agence Standard & Poors (AAA), qui juge de la capacité de la ville à rembourser ses emprunts et qui lui permet entre autres d'emprunter aux meilleurs taux.
Si le recours à l'emprunt a doublé la dette par habitant pour financer un milliard d'euros de dépenses (450 millions les années précédentes), Paris est restée l'une des villes les moins endettées de France, grâce notamment à la richesse de son tissu économique et à son important potentiel fiscal. En dépit d'un niveau de dépenses d'équipement élevé, en partie financé par l'emprunt, et de marges de manœuvre modestes sur les dépenses de gestion, la non-augmentation des impôts locaux durant le premier mandat et une augmentation limitée au début du second ont pu se réaliser grâce aux rentrées exceptionnelles engrangées par le boom de l'immobilier. En 2006, les droits de mutation atteignaient 870 millions d'euros (deux fois plus qu'au début de la mandature), soit 15 % des recettes de fonctionnement. En octobre 2006 puis au cours de la campagne municipale de mars 2008, Bertrand Delanoë annonce clairement la possibilité d'augmenter de manière « mesurée », pendant deux années de suite en début de mandature (2009 et 2010), les impôts locaux dans l'hypothèse d'un second mandat afin de financer l'augmentation des dépenses sociales (plus de 70 % depuis 2001) et les dépenses d'investissement. En novembre 2008, conformément à ses promesses de campagne, il annonce pour l'année 2009 une augmentation de 9 % des impôts locaux, à laquelle il ajoute une nouvelle taxe foncière départementale portant cette augmentation fiscale à 12 % pour les propriétaires fonciers à Paris (soit 50 % des particuliers parisiens[réf. souhaitée]). En septembre 2010, la Chambre régionale des comptes d'Île-de-France relève des hausses des impôts locaux plus fortes que prévu : alors que Bertrand Delanoë s'était engagé à les augmenter de 10 % au maximum, les augmentations sont souvent de l'ordre de 30 %.
Quelques semaines après son élection, Anne Hidalgo annonce qu'il manquera 400 millions d'euros en 2015 pour boucler le budget de la ville, un déficit, selon le mensuel Capital, « comme jamais Paris n'en avait enregistré dans son histoire », dû notamment à la baisse des dotations de l'État (200 millions d'euros) et aux 500 millions d'euros qui devraient être prélevés au titre de la péréquation.
- Comptes rendus de mandat :

Des réunions, tenues chaque année dans tous les arrondissements de Paris, permettent au maire de présenter les actions de la municipalité, mais aussi aux habitants de le questionner sur des problèmes locaux et sur les différents aspects de la politique municipale. Certains de ces comptes rendus sont parfois chahutés.

### Polémiques
En 2003, Abu-Jamal, condamné à mort pour le meurtre d'un policier à Philadelphie, est fait citoyen d'honneur de la Ville de Paris par Bertrand Delanoë. En outre, en 2006, la ville de Saint-Denis a donné son nom à une rue. Pour ces motifs, en novembre 2006, la ville de Philadelphie dépose une plainte au pénal contre Paris et Saint-Denis pour apologie de crime[réf. souhaitée]. Cette plainte fait suite à une première protestation de parlementaires du Congrès des États-Unis. Le porte-parole du maire de Paris répond que « cet acte a symbolisé le refus de la peine capitale ».
François Devoucoux du Buysson, fondateur du site internet satirique Le Perroquet Libéré, reproche à Bertrand Delanoë d'avoir privilégié les « paillettes » plus que les réformes de fond, faisant référence à la manifestation festive Paris Plages. Cette critique est amplement reprise, depuis la fermeture du Perroquet, par Serge Federbusch, conseiller du 10e arrondissement et fondateur du site d'opposition Delanopolis.
Une critique récurrente adressée à la majorité municipale est d'avoir détérioré les conditions de circulation en voiture dans la ville (notamment dues, d'après ces critiques, à l'élargissement des couloirs de bus), tout en n'ayant pas fait baisser le taux de pollution de manière significative.
Ses détracteurs, qu'ils soient issus de sa propre majorité comme Europe Écologie Les Verts ou de son opposition comme l'UMP ou l'Union des démocrates et indépendants, en parlant de « ville des aisés et des aidés », accusent également Bertrand Delanoë de ne pas avoir enrayé la fracture sociale à Paris, voire de l'avoir accentuée,.
Si les derniers recensements Insee ont montré que, pour la première fois depuis 40 ans, la population de Paris a légèrement augmenté (+ 20 000 habitants depuis 2000), certains dénoncent le fait que le fossé entre classes sociales s'est, lui, accentué,. Ils reprochent ainsi au maire de ne pas avoir réussi à lutter contre la hausse des prix de l'immobilier à Paris. Comme le montrent les études de la Chambre des Notaires, cette hausse n'est pas exclusive à Paris, même si elle est comme chaque année supérieure à celle de l'ensemble du pays, s'élevant au second trimestre 2007 sur toute la région à 2,4 % (2,7 % à Paris) dans une conjoncture de ralentissement de la hausse immobilière. Ils pointent encore le manque de logements accessibles aux ménages de la classe moyenne, qui sont de plus en plus souvent contraints de quitter Paris pour la petite voire la grande couronne.
Jean-François Lamour déplore en 2010 que Bertrand Delanoë reste moins de deux heures dans l'hémicycle du Conseil de Paris alors qu'il dure deux jours, et que Nicolas Revel, directeur de cabinet de mars 2008 à mai 2012, « pilote tout ». À la suite d'une succession d'échecs et polémiques (congrès de Reims, accord dans l'affaire des emplois fictifs de la mairie de Paris, interdiction de l'exposition de Larry Clark aux mineurs, réaménagement du Forum des Halles), le maire de Paris est alors dépeint par Le Point comme « démotivé », fonctionnant « pour l'essentiel par notes » et s'appuyant « surtout sur deux ou trois collaborateurs ».
Dans un livre intitulé Comptes et légendes de Paris, Bilan de la gestion Delanoë (2011), le journaliste Dominique Foing critique, sur la base des rapports de l'Inspection générale de la ville de Paris et de la Chambre régionale des comptes d'Île-de-France, la gestion des années 2001-2011 de la ville de Paris, notamment la hausse des dépenses municipales et l'absentéisme des fonctionnaires municipaux.
Les détracteurs de Bertrand Delanoë, notamment Nathalie Kosciusko-Morizet, lui reprochent régulièrement une politique clientéliste aggravée par rapport à ses prédécesseurs, reconnaissant implicitement qu'une telle pratique était préalablement le fait des élus de la droite parisienne,.

## Synthèse des résultats électoraux

### Élections législatives
| Année | Parti        | Parti | Circonscription | 1er tour | 1er tour | 1er tour | 2d tour | 2d tour | 2d tour | Issue |
| Année | Parti        | Parti | Circonscription | Voix     | %        | Rang     | Voix    | %       | Rang    | Issue |
| ----- | ------------ | ----- | --------------- | -------- | -------- | -------- | ------- | ------- | ------- | ----- |
| 1981  |              | PS    | 26e de Paris    | 7 589    | 35,51    | 1er      | 11 772  | 53,55   | 1er     | Élu   |
| 1988  | 18e de Paris | PS    | 12 818          | 35,37    | 2e       | 18 006   | 46,30   | 2e      | Battu   |       |

### Élections municipales
Les résultats ci-dessous concernent uniquement les élections où elle est tête de liste.
| Année | Liste   | Liste | Commune        | 1er tour | 1er tour | 1er tour | 2d tour | 2d tour | 2d tour   | Sièges obtenus | Sièges obtenus | Sièges obtenus |
| Année | Liste   | Liste | Commune        | Voix     | %        | Rang     | Voix    | %       | Rang      | CA             | CP             |                |
| ----- | ------- | ----- | -------------- | -------- | -------- | -------- | ------- | ------- | --------- | -------------- | -------------- | -------------- |
| 1995  |         | UG    | Ville de Paris | 173 044  | 29,96    | 2e       | 175 413 | 46,46   | 1er       | NC             | 63 / 163       |                |
| 2001  |         | PS    | Ville de Paris | 193 726  | 31,31    | 1er      | 313 075 | 49,60   | 1er       | 288 / 517      | 92 / 163       |                |
| 2008  | 287 755 | PS    | Ville de Paris | 41,60    | 1er      | 298 899  | 57,71   | 1er     | 207 / 354 | 97 / 163       |                |                |

## Détail des mandats et fonctions

### Au Parlement
- Député de la 26e circonscription de Paris (de 1981 à 1986).
- Sénateur de Paris (de 1995 à 2001).

### Au niveau local
- Conseiller de Paris (de 1977 à 2014).
- Vice-président du groupe socialiste au Conseil de Paris (de 1979 à 1983).
- Président du groupe socialiste au Conseil de Paris (de 1993 à 2001).
- Maire de Paris (de 2001 à 2014).

### Au sein du PS
- Secrétaire adjoint de la fédération socialiste de l'Aveyron (de 1973 à 1979).
- Membre du comité directeur du PS (de 1979 à 1983).
- Délégué général à la coordination auprès de Lionel Jospin, alors secrétaire général du PS (de 1979 à 1984).
- Secrétaire national adjoint chargé de la presse, porte-parole du Parti socialiste (de 1981 à 1983).
- Secrétaire national du PS, chargé des fédérations, de l'organisation et du contentieux (de 1983 à 1985).
- Membre du bureau exécutif du PS (de 1983 à 1987).
- Membre du conseil national du PS (depuis octobre 1993).
- Membre du bureau national du PS (de 1997 à 2008 et de 2009 à 2012).

### Autres fonctions
- Président de l'Association internationale des maires francophones (depuis 2001).
- Président de l'organisation mondiale des villes « Cités et Gouvernements locaux unis » (depuis le 31 octobre 2007).

## Distinctions
- Docteur honoris causa de l'université du Québec à Montréal (Canada) en avril 2006.
- Citoyen d'honneur de Ouagadougou, la capitale du Burkina Faso « au regard de [sa] contribution au développement de la ville » dans le cadre des relations de coopération et de partenariat (délibération du conseil municipal du 14 décembre 2012)[96],[97].
- Prix « Doha capitale culturelle arabe » de 10 000 euros décerné par l'ambassade du Qatar en France[98].

## Décorations
- Commandeur de l'ordre national du Mérite (Tunisie, 2016)[99] .

- Officier de l'Ordre national du Québec le 3 juillet 2012[100].

## Ouvrages
- Pour l'honneur de Paris, éd. Calmann-Lévy, 1999.
- La vie, passionnément, Robert Laffont, 9 septembre 2004, 262 p., Broché (ISBN 978-2-221-10010-3).
- Bertrand Delanoë et Laurent Joffrin, De l'audace : entretiens avec Laurent Joffrin, Paris, Robert Laffont, 22 mai 2008, 289 p., Broché (ISBN 978-2-221-11060-7).